# Hall of Fame (EHF)
Europæisk håndbolds Hall of Fame (EHF) er en liste af nogle af europæisk håndbolds bedste håndboldspillere gennem tiderne. Listen blev indført i forbindelse med 30-års jubilæet for European Handball Federation, ved den årlige prisuddeling EHF Excellence Awards d. 26. juni 2023 i Wien, Østrig. Den sammenfatter både kvindelige og mandlige håndboldspillere, der har stoppet karrieren og derfra har opnået legendestatus på klub- og landsholdsniveau. Spillerne hædres for deres fremragende præstationer på og uden for banen og deres samlede bidrag til europæisk håndbold i de sidste 30 år.
I første omgang inkluderer listen 60 håndboldspillere, hvorefter den udvides over tid. I den første udgave af listen er fem danskere optaget: Lasse Svan, Nikolaj Jacobsen, Christina Roslyng, Mette Vestergaard og Camilla Andersen. Året efter blev der optaget 21 spillere, deriblandt to danskere: Anja Andersen og Mikkel Hansen.

## Medlemmer
Denne liste er ufuldstændig; hjælp gerne med at udfylde den.

### Mænd
| År   | Medlem                  | Position     | Aktive år | Klubber |
| ---- | ----------------------- | ------------ | --------- | --- |
| 2023 | Stefan Kretzschmar      | Venstre fløj | 1991–2007 | SV Blau-Weiss Spandau, VfL Gummersbach, SC Magdeburg                                                                                         |
| 2023 | Guðjón Valur Sigurðsson | Venstre fløj | 1998–2020 | KA Akureyri, TUSEM Essen, VfL Gummersbach, Rhein-Neckar Löwen, AG København, THW Kiel, FC Barcelona, Rhein-Neckar Löwen, Paris Saint-Germain |
| 2023 | Michaël Guigou          | Venstre fløj | 1999–2022 | Montpellier Handball, USAM Nîmes Gard |
| 2023 | Nikolaj Jacobsen        | Venstre fløj | 1990–2012 | GOG, TSV Bayer Dormagen, THW Kiel, Viborg HK, Bjerringbro-Silkeborg                                                                          |
| 2023 | Xavier O'Callaghan      | Venstre fløj | 1990–2005 | FC Barcelona |
| 2023 | Daniel Narcisse         | Venstre back | 1998–2018 | Chambéry Savoie HB, VfL Gummersbach, Chambéry Savoie HB, THW Kiel, Paris Saint-Germain                                                       |
| 2023 | Siarhei Rutenka         | Venstre back | 1998–2016 | Arkatron Minsk RK Gorenje Velenje, RK Celje, BM Ciudad Real, FC Barcelona, Lekhwiya SC, SKA Minsk                                            |
| 2023 | Momir Ilić              | Venstre back | 1999–2019 | Šamot, RK Kolubara, RK Fidelinka, RK Gorenje Velenje, VfL Gummersbach, THW Kiel, Veszprém KC                                                 |
| 2023 | Filip Jícha             | Venstre back | 1995–2017 | Slavia Plzeň, FK Dukla Prag, Lokomotiva Louny, St. Otmar St. Gallen, TBV Lemgo, THW Kiel, FC Barcelona                                       |
| 2023 | Jackson Richardson      | Playmaker    |           | |